# Отери, Шери
Шерил Энн Отери (англ. Cheryl Ann Oteri; родилась 19 сентября 1962 года) — американская актриса

 и комедиантка, наиболее известная своей работой в телешоу канала NBC «Saturday Night Live» в период с 1995-го по 2000-й. Она же сыграла озвучила библиотекаря Эллен Кленч в мультсериале создателя культового комедийного сериала «Замедленное развитие» Митча Харвица — «Садись, двойка!».

## Карьера
Дебютировала на телевидении в 1997 году. Снималась в фильмах «Лжец, лжец» (1997), «Инспектор Гаджет» (1999), «Очень страшное кино» (2000), «Сказки Юга» (2006), «Наблюдение» (2008), «Кинозвезда в погонах» (2008), «Одноклассники 2» (2013) и других.
Озвучивала персонажей мультфильмов «Гроза муравьёв» (2006), «Шрек Третий» (2007), «Жизнь и приключения Тима» (2008, 2010), «7 гномов» (2014), «Майлз с другой планеты» (2015).

## Награды и номинации
| Год  | Награда                                    | Категория                                                                             | Работа              | Результат |
| ---- | ------------------------------------------ | ------------------------------------------------------------------------------------- | ------------------- | --------- |
| 2000 | Прайм-таймовая премия «Эмми»               | Лучшая приглашённая актриса в комедийном сериале                                      | Журнал мод          | Номинация |
| 2000 | Online Film & Television Association Award | Лучшая приглашённая актриса в комедийном сериале                                      | Журнал мод          | Номинация |
| 2001 | Blockbuster Entertainment Award            | Лучшая комедийная актриса второго плана                                               | Очень страшное кино | Победа    |
| 2010 | The Streamy Awards                         | Лучший актёрский ансамбль в веб-сериале                                               | Easy to Assemble    | Победа    |
| 2013 | Hoboken International Film Festival        | Лучшая актриса второго плана                                                          | Bad Parents         | Победа    |
| 2015 | Behind the Voice Actors Awards             | Best Female Vocal Performance in a Television Series in a Guest Role — Comedy/Musical | 7 гномов            | Номинация |